# قبول (نفس)

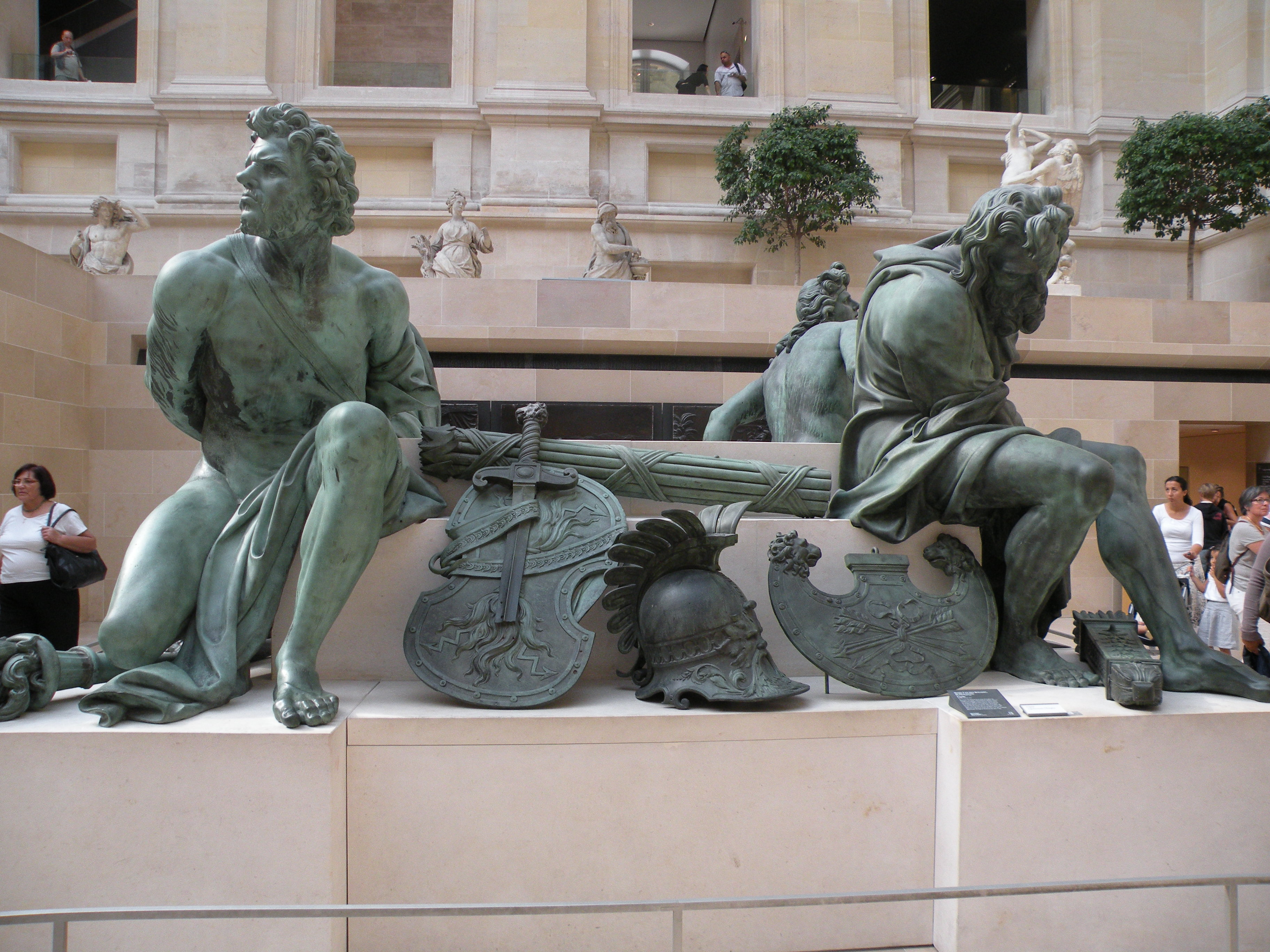

القبول في علم النفس هو موافقة الشيء الواقع دون محاولة مقاومته للموقف، ودون محاولة تغييره أو الاحتجاج عليه هذا يحدث على المستويين الفردي والمجتمعي حيث يختبر الناس التغيير.
وتقسم إلى: قبول الذات والقبول الاجتماعي والقبول المشروط والقبول المصرح والقبول المضمن.